# Tony Paeleman
Tony Paeleman est un pianiste, claviériste, et rhodiste français né en 1981 à Nice. 
Il s'illustre dans le jazz, le groove et la musique expérimentale au sein des différentes formations musicales.

## Biographie
Encouragé par une tradition musicale familiale, Tony Paeleman joue du piano depuis l'âge de 5 ans. Son arrière-grand-père fut premier violon de l'Opéra de Nice, son grand-père fut pianiste et violoniste. Ce dernier fut à l'origine de ses premières leçons de piano. Bercé par un enseignement classique, il se met au jazz, à son entrée au collège. Il y découvre les standards du Broadway des années 30, puis les maîtres du genre comme Bill Evans, Oscar Peterson, Herbie Hancock, Keith Jarrett, Chick Corea.
À 19 ans, il entre au Conservatoire de Nice et en ressort diplômé quatre ans plus tard.
En 2005, il va perfectionner sa pratique musicale à Paris. Il suit les enseignements du Département Jazz et Musiques improvisées du prestigieux Conservatoire national supérieur de musique et de danse de Paris. Il obtient le diplôme avec la mention très bien.
Depuis 2009 il tourne sur la scène nationale et internationale. Tout d’abord au sein de l'Orchestre national de jazz Daniel Yvinec, où il est musicien remplaçant, puis au sein d’autres formations, dont la sienne le Tony Paeleman Quintet et le groupe Hip-hop Milk Coffee Sugar,,.
Il enregistre son premier album en septembre 2012 au Studio de Meudon : Slow Motion, un album jazz remarqué par les médias,,.
Il poursuit avec ce même groupe en 2017 et l'album Camera Obscura.
Il revient en 2021 avec un nouvel album en trio plus électrique avec Julien Herné (basse) et Stéphane Huchard (batterie) : The Fuse,,, un hommage galvanisant aux années 80. La critique salue un disque « addictif de bout en bout » (Jazz Magazine) et « fiévreux et en apesanteur » (Télérama).
Certaines de ses contributions musicales au Fender Rhodes sont mises en avant, notamment avec :
- Christian Vander, membre fondateur Magma et du groupe Offering en 1983 ;
- Vincent Peirani, qui mène le Living Being Quintet aux Victoires du jazz 2014. Une formation musicale qui se complète de Julien Herné à la basse électrique, Yoann Serra (ou Antoine Paganotti) à la batterie et Émile Parisien au saxophone[13] ;
- Anne Paceo, et notamment sur les projets Circles (2016) et Bright Shadows (2019).

Tony Paeleman est également ingénieur du son. Il a enregistré, mixé et masterisé une quarantaine d'albums à fin 2021[évasif].

## Groupe

### En tant que leader ou co-leader
En 2013, il forme le Tony Paeleman Quartet avec Julien Pontvianne au sax ténor, Nicolas Moreaux à la contrebasse et Karl Jannuska à la batterie.
En 2014, avec Julien Herné à la basse, Christophe Panzani au sax ténor et Arnaud Renaville à la batterie, ils forment le groupe 117 Elements.
En 2015, avec Christophe Panzani au sax et à la clarinette basse, Pierre Perchaud à la guitare, Karl Jannuska à la batterie, ils forment le groupe The Watershed. Il y joue du rhodes, du synthé et du piano. Leur premier album Inhale/Exhale est sorti le 22 janvier 2016 .
En 2020, avec Christophe Panzani au sax, à la clarinette basse et à la flute, il forme le duo Dalvaard qui sort un EP en 2020. Tony Paeleman y joue des claviers, du rhodes, des batteries électroniques.

### En tant que sideman
- Vincent Peirani Quintet composé de Vincent Peirani (accordéon), Émile Parisien (sax), Julien Herné (basse), Yoann Serra (drums), et Tony Paeleman (rhodes, effects) [16]
- Offering, en 2013, est composé de Christian Vander (chant/batterie/percussions), Jean-Marc Jafet (basse/chœurs), Stella Vander (chant/chœurs/flûte traversière), Frédéric d'Oelsnitz (piano/synthé), Isabelle Feuillebois (chant/chœurs/percussions), Hervé Aknin (chant/ chœurs), Pierre Marcault (percussions), Philippe Gleizes (batterie), Tony Paeleman (piano Fender Rhodes/synthé)[17],[18].
- Olivier Bogé Quartet composé de Olivier Bogé (sax), Nicolas Moreaux (basse), Karl Jannuska (batterie), Tony Paeleman (piano)
- Anne Paceo Circles composé de Anne Paceo (batterie), Leila Martial (chant, effets), Emile Parisien (sax), Tony Paeleman (rhodes, synthé basse, effets) [19]
- Rémi Vignolo Quintet composé de Rémi Vignolo (batterie), Christophe Panzani (sax), Pierre Perchaud (guit), Julien Herné (basse), Tony Paeleman (rhodes)
- Julie Erikssen Quartet composé de Julie Erikssen (chant), Viktor Nyberg (basse), Romain Sarron ou Donald Kontomanou (batterie), Tony Paeleman (piano)
- AUM composé de Julien Pontvianne (sax/leader), Antonin-Tri Hoang (sax), Benjamin Dousteyssier (sax), Louis Laurain (trompette), Bastien Ballaz (trombone), Fidel Fourneyron (trombone), Amélie Grould (vibra), Benjamin Flament (vibra), Richard Comte (guitare), Paul Lay (rhodes), Simon Tailleu (basse), Youen Cadiou (basse), Julien Loutelier (batterie), Anne-Marie Jean (chant), Dylan Corlay (direction), Tony Paeleman (rhodes, effets)
- Nicolas Pfeiffer Quartet composé de Nicolas Pfeiffer (guitare), Joachim Govin (basse), Fred Pasqua (batterie), Tony Paeleman (piano/rhodes)
- Grand Macabout composé de Philippe Sellam (sax), Nicolas Chatelet (sax), Jeremy Coke (basse), Mathieu Gramoli (batterie), Tony Paeleman (clavier)

## Discographie
En tant que leader ou co-leader :
- 2013 : Slow Motion - Tony Paeleman Quartet (Paris Jazz Underground Records/Absilone Socadisc). Sorti le 14 octobre 2013[4].
- 2014 : Flash Memory - 117 Elements (Bloomdido/Musicast)
- 2016 : Inhale/Exhale[20] - The Watershed (Shed Music-Absilone)
- 2016 : Dark Flow[21] - 117 Elements (Shed Music-Absilone)
- 2017 : Camera Obscura[22] - Tony Paeleman (Shed Music-Absilone)
- 2019 : Time Stretch[23] - The Watershed (Shed Music)
- 2020 : Dreaam/Escaape/Mind Traavel[24] - Dalvaard (Shed Music)
- 2021 : The Fuse[25] - Tony Paeleman

En tant que sideman :
- 2010 : Do it and finish - Jussi Paavola Paris quintet (autoproduction)
- 2012 : Imaginary Traveler - Olivier Bogé (Fresh Sound New Talent)
- 2012 : Welcome - Grand Macabout (autoproduction)
- 2012 : The Halfway Tree - Karl Jannuska (Paris Jazz Underground records)
- 2014 : DVD concert Triton 2013 - Offering (Seventh records)
- 2015 : Living Being - Vincent Peirani (ACT)
- 2015 : Death of an Angry Man - Rémi Vignolo (Gaya Music production)
- 2015 : Silere - AUM grand ensemble (Onze Heure Onze)
- 2016 : Midseason[26] -Karl Jannuska
- 2016 : On The Brighter Side[27] - Karl Jannuska (Shed Music)
- 2016 : Circles - Anne Paceo
- 2017 : When Ghosts Were Young - Olivier Bogé
- 2018 : Shake[28] -Matthis Pascaud "Square One"
- 2018 : Living Being II - Vincent Peirani
- 2018 : Copper - Romain Pilon
- 2018 : Lonely Siren[29] - Sonia Cat-Berro
- 2018 : You've Never Listened To The Wind - AUM Grand Ensemble
- 2018 : Out Of Chaos - Julie Erikssen
- 2018 : Square One - Matthis Pascaud
- 2019 : Clap Clap[30] Matthis Pascaud Square One
- 2019 : Bright Shadows - Anne Paceo
- 2020 : Les Mauvais Tempéraments - Christophe Panzani